# 城址大通り
城址大通り（じょうしおおどおり）は、富山県富山市の富山駅前を起点とし、市街地南部を終点とする富山市道・県庁線、および国道41号の一部区間の愛称。

## 概要
富山大空襲により大きな被害を受けた富山市が復興事業の象徴として1951年（昭和26年）3月に敷設が決定し、総曲輪などの中心市街地と富山駅をほぼ直線で結ぶ大通りとして建設され、1955年（昭和30年）3月30日に『県庁線』として完成した。『城址大通り』という名称が付けられたのは1973年（昭和48年）9月7日で、途中に位置する富山城址が名称の由来である。城址公園前交差点と城南公園前交差点の間は、国道41号と重複している。富山城址を通過する区間は、富山城の東側の内堀の跡地に建設された。
完成当時は車道部分の中央に高速車道、両側に緩速車道を設け、車道中央部に幅2mの植樹帯が設けられていたが、三八豪雪の際は除雪の障害になるという声があった。また、当時は簡易舗装であった。当初富山市は、市道側に関してはそれほど自動車の通行に不便を与えていないとみて撤去の構えを見せていなかったが、国道41号側でグリーンベルトを撤去する動きが出たことから、市道側も同じ工事を実施することになった。なお、1967年8月時点で越前町以南はすでに撤去され、中央にグリーンベルトの分離帯（幅2m）が完成していた。
城址大通り沿いには開通直後から現在に至るまでビルやデパート、公共施設などが相次いで建てられ、今日では富山市を代表するメインストリートに成長した。道路幅は富山駅前から星井町交差点までは6車線（片側3車線）、城南公園前交差点までは4車線（片側2車線）である。富山駅と古くからの市街地を結んでおり、途中の城址公園前交差点では東・西・南三方からの交通を受ける（国道41号・旧国道8号）ため、富山駅との間を行き来する車の流れが城址大通りに集中する。
毎年8月に開かれる富山まつりの会場となったり、クリスマス前後には街路樹のイルミネーションが点灯するなど、富山市のイベントの中心地としての性格も有している。

### 路線データ
- 起点：富山県富山市桜町 富山駅前東交差点（富山県道22号富山停車場線交点）
- 終点：富山県富山市花園町 城南公園前交差点（富山県道62号富山小杉線・富山県道3号富山立山魚津線交点）
- 路線延長：約2.8km
- 街路幅：36m[3]

## 歴史
1972年（昭和47年）に北陸、中四国など西日本の地方都市で多発した暴走行為の端緒の地となった。富山市では1972年（昭和47年）4月から7月にかけて主に土曜の夜に暴走行為が発生しており、この頃から暴走行為を行う若者集団を暴走族と呼び始めるようになったため、ある種「暴走族発祥の地」としての側面を持っている。なお、暴走行為そのものは1963年（昭和38年）ごろから見られており、当時は「カミナリ族」などさまざまな呼称が混在していた。
1988年（昭和63年）頃には富山駅前から現在の総曲輪フェリオ付近までの大通りの地下に巨大な地下街を第三セクター方式で建設費約312億円かけて建設する構想があったが、今日まで工事開始には至っていない。
2003年（平成15年）7月21日、城址大通りの中央分離帯6箇所に『黒部峡谷』『立山連峰』『おわら風の盆』をイメージした飾り付けが行われた。同時に中央分離帯の植え込みとしてヤブラン、キボウシなどの薬用植物を植樹した。